# Rubus irenaeus
Rubus irenaeus es una especie de planta del género Rubus, perteneciente a la familia Rosaceae.

## Taxonomía
Rubus irenaeus fue descrita por Wilhelm Olbers Focke en 1900.

## Distribución
Se encuentra en el territorio centro-sur y sudeste de China.